# Joan Amelló
Joan Amelló fou un impressor de Barcelona que desenvolupà la seva activitat professional entre finals del segle xvi i començaments del segle xvii.
Algunes fonts daten els seus inicis l'any 1597, mentre que d'altres el situen el 1601; i l'allarguen fins al 1612. El seu taller va tenir diverses ubicacions: en primer moment estava situat davant la rectoria de Nostra Senyora del Pi, per a passar posteriorment (ja al segle XVII) a tenir-lo a la plaça de la Trinitat.
Entre les obres impreses al seu taller, que abasten un període que va del 1601 al 1612, cal destacar: La hermosura de Angelica (1604), de Lope de Vega, i Modo d'ajudar a ben morir als qui per malaltia o per justícia moren (1605), de Pere Gil Estalella. També es coneix una composició poètica de devoció a la relíquia de Sant Raimon de Penyafort, en forma de romanç, imprès en 1601, unes "Indulgències" del Papa Climent VIII de 1606, i uns documents sobre el Jubileu concedit pel Sant Pare Pau V a la confraria de Sant Esteve, de la catedral de Barcelona de 1611, que es conserven a l'Arxiu Històric de la Ciutat de Barcelona. Lamarca referencia fins a 17 edicions més impreses en el seu taller.
El CRAI Biblioteca de Fons Antic de la Universitat de Barcelona conserva una trentena d'obres publicades per Amelló, així com diversos exemples de les seves marques d'impressor, que el que van identificar al llarg de la seva trajectòria professional.